# André Marc
André Marc (Caen, 23 ottobre 1892 – Chantilly, 12 marzo 1961) è stato un presbitero, teologo e filosofo francese dell'Ordine dei Gesuiti.
Neotomista trascendentale, fu uno dei principali allievi di Joseph Maréchal e professore all'Institut catholique de Paris.

## Biografia
André Marc entrò da giovane nella Compagnia di Gesù il 23 settembre 1910 e svolse il noviziato in Inghilterra, dove i gesuiti francesi erano in esilio. Al termine del consueto corso di formazione spirituale e intellettuale dei gesuiti, fu ordinato sacerdote il 24 ottobre 1923 a Hastings, nel Sussex. In seguito, studiò per due anni teologia alla Pontificia Università Gregoriana di Roma.
Inizialmente professore di scienze umane, padre Marc insegnò soprattutto psicologia, filosofia morale e ontologia presso lo scolasticato gesuita di Saint-Hélier de Jersey (Isole del Canale) e, dopo il ritorno nel continente (nel 1939), di Vals-près-Le Puy, poi di Mongré e di Chantilly.
Nel 1933 pubblicò la sua opera principale di teologia neotomista: L'idée de l'être chez saint Thomas et dans la scolastique postérieure. Dal 1950 al 1960, padre Marc fu titolare della cattedra di psicologia razionale presso l'Institut Catholique de Paris. Il suo pensiero può essere riassunto nella trilogia Psychologie réflexive, Dialectique de l'agir e Dialectique de l'affirmation. 
Metafisico neotomista, padre Marc non fu meno attento alle questioni e ai problemi della filosofia moderna e contemporanea. Influenzò diverse generazioni di gesuiti contemporanei.
Morì nello scolasticato di Chantilly (Francia) il 12 marzo 1961, all'età di 69 anni.

## Opere
- L'Idée de l'être chez saint Thomas et dans la scolastique postérieure, Paris, Beauchesne et ses fils, 1933, 154pp.
- Psychologie réflexive (2 vol.), Paris, 1948-1949.
- Dialectique de l'agir, Paris, 1949.
- Dialectique de l'affirmation, Paris, 1952[4].
- Raison philosophique et religion révélée, Bruges, 1955.
- Méthode et Dialectique, 1956.
- L'Être et l'Esprit, Paris, 1958.
- De l'actualité historique,1960.
- Raison et conversion chrétienne, Louvain, Museum Lessianum, 1961.